# Antonio Romano (futbolista)
Antonio Romano (Cercola, Nápoles, Italia, 23 de marzo de 1996) es un futbolista italiano. Juega de centrocampista y su equipo actual es el Giugliano Calcio 1928 de la Serie C de Italia.

## Trayectoria
Se formó en las categorías inferiores del Napoli. El 22 de julio de 2015 fue cedido al Santarcangelo, de la Lega Pro (tercera división italiana), y el 30 de julio de 2016 al Prato, de la misma división. El año siguiente fue cedido al Carpi, de la Serie B. El 29 de enero de 2018 fue cedido al Casertana, de la Serie C. El 23 de noviembre de 2019 fichó por el Pianese, de la Serie C.

## Selección nacional
Ha sido internacional con las selecciones sub-16, sub-17 y sub-18 de Italia.

## Clubes
| Club                          | País   | Año           |
| ----------------------------- | ------ | ------------- |
| S. S. C. Napoli               | Italia | 2015-2019     |
| Santarcangelo Calcio (cedido) | Italia | 2015-2016     |
| A. C. Prato (cedido)          | Italia | 2016-2017     |
| Carpi F. C. (cedido)          | Italia | 2017-2018     |
| Casertana F. C. (cedido)      | Italia | 2018-2019     |
| U. S. Pianese                 | Italia | 2019-2020     |
| S. S. Turris Calcio           | Italia | 2020-2021     |
| U. S. Pistoiese               | Italia | 2021-2022     |
| Imolese Calcio (cedido)       | Italia | 2022          |
| Taranto F. C.                 | Italia | 2022-2024     |
| Giugliano Calcio 1928         | Italia | 2024-presente |